# Вандерсон Енріке ду Насіменту Сілва
Вандерсон Енріке ду Насіменту Сілва (порт. Wanderson Henrique do Nascimento Silva, нар. 13 вересня 1991) — бразильський футболіст, захисник грузинського клубу «Діла».
Виступав, зокрема, за клуби «Греміо Анаполіс», «Бней Сахнін» та  «Сабах».

## Ігрова кар'єра
У дорослому футболі дебютував 2012 року виступами за команду «Віла-Нова», в якій того року взяв участь в одному матчі чемпіонату. 
Згодом з 2013 по 2014 рік грав у складі команд «Жувентус Сан-Паулу», «Сан-Жозе» та «Операріо».
Своєю грою за останню команду привернув увагу представників тренерського штабу клубу «Греміо Анаполіс», до складу якого приєднався 2015 року.
Протягом 2015 року знову захищав кольори клубу «Операріо».
У 2016 році уклав контракт з клубом «Бней Сахнін», у складі якого провів наступні два роки своєї кар'єри гравця. Більшість часу, проведеного у складі «Бней-Сахніна», був основним гравцем захисту команди.
З 2018 року один сезон захищав кольори клубу «Сабах».
Протягом 2020 року захищав кольори клубу «Сан-Каетану».
До складу клубу «Діла» приєднався 2020 року. Станом на 25 липня 2023 року відіграв за команду з Горі 96 матчів в національному чемпіонаті.